# Sergei Wassiljewitsch Maljutin

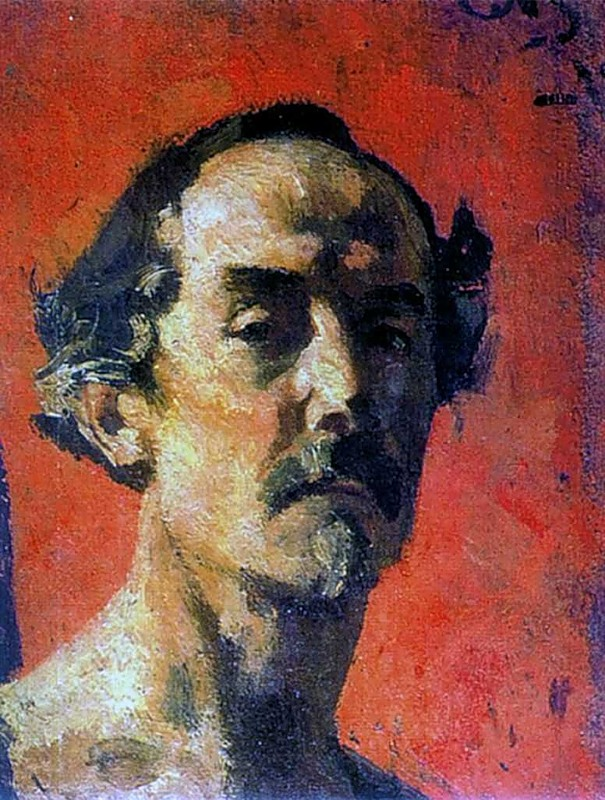
Selbstporträt von Sergei Maljutin (1918)

Sergei Wassiljewitsch Maljutin (russisch Сергей Васильевич Малютин; * 22. Septemberjul. / 4. Oktober 1859greg. in Moskau, Russisches Kaiserreich; † 6. Dezember 1937 in Moskau, Sowjetunion) war ein russischer Maler und Architekt.

## Leben
Der Kaufmannssohn Maljutin studierte 1883–1886 an der Moskauer Hochschule für Malerei, Bildhauerei und Architektur bei Illarion Prjanischnikow, Wladimir Makowski und anderen Professoren. 1886 empfing er die Kleine Silbermedaille, und 1890 wurde er als Dozent für Malerei berufen. Er lehrte Zeichnen 1891–1893 an der Universität des Oblast Moskau und 1903–1917 an der Moskauer Hochschule für Malerei, Bildhauerei und Architektur.
Seit 1890 arbeitete Maljutin als Kunstmaler an der Privatoper des Eisenbahn-Unternehmers Sawwa Mamontow. 1896 wurde er Mitglied der Moskauer Künstler-Gesellschaft. 1900–1903 leitete er in der Künstlerkolonie Talaschkino die Kunst-Werkstätten, die als Beispiel für die weitere Entwicklung der russischen Kunst dienen sollten. Dort errichtete er 1900–1901 das Haus Teremok für die Schulbibliothek, und 1902 übernahm er den Innenausbau des dortigen Volkstheaters für 200 Zuschauer. Sein Projekt einer Heilig-Geist-Kirche in Talaschkino wurde von dem Architekten Wladimir Wassiljewitsch Suslow verwirklicht. Er war Mitglied der Kunstausstellungsvereinigung Welt der Kunst zur Förderung des Art Nouveau. 1914 wurde er Mitglied der Kaiserlichen Kunstakademie.
1918–1923 lehrte Maljutin an der Staatlichen Kunsthochschule in Moskau. 1918–1921 beteiligte er sich an der satirischen Plakat-Aktion Rosta-Fenster. 1922 war er einer der Organisatoren der Vereinigung der Künstler des revolutionären Russlands.
Maljutin gilt als Gestalter der ersten von Wassili Swjosdotschkin gefertigten Matrjoschka-Puppen. Von ihm stammen verschiedene Gemälde, unter anderem ein Porträt von Dmitri Furmanow.

## Werke (Auswahl)

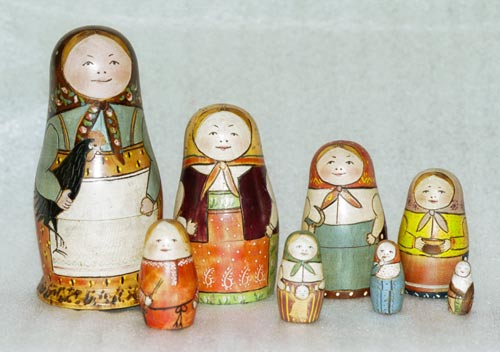
Die originale Matrjoschka-Puppe von Maljutin und Wassili Swjosdotschkin, 1890
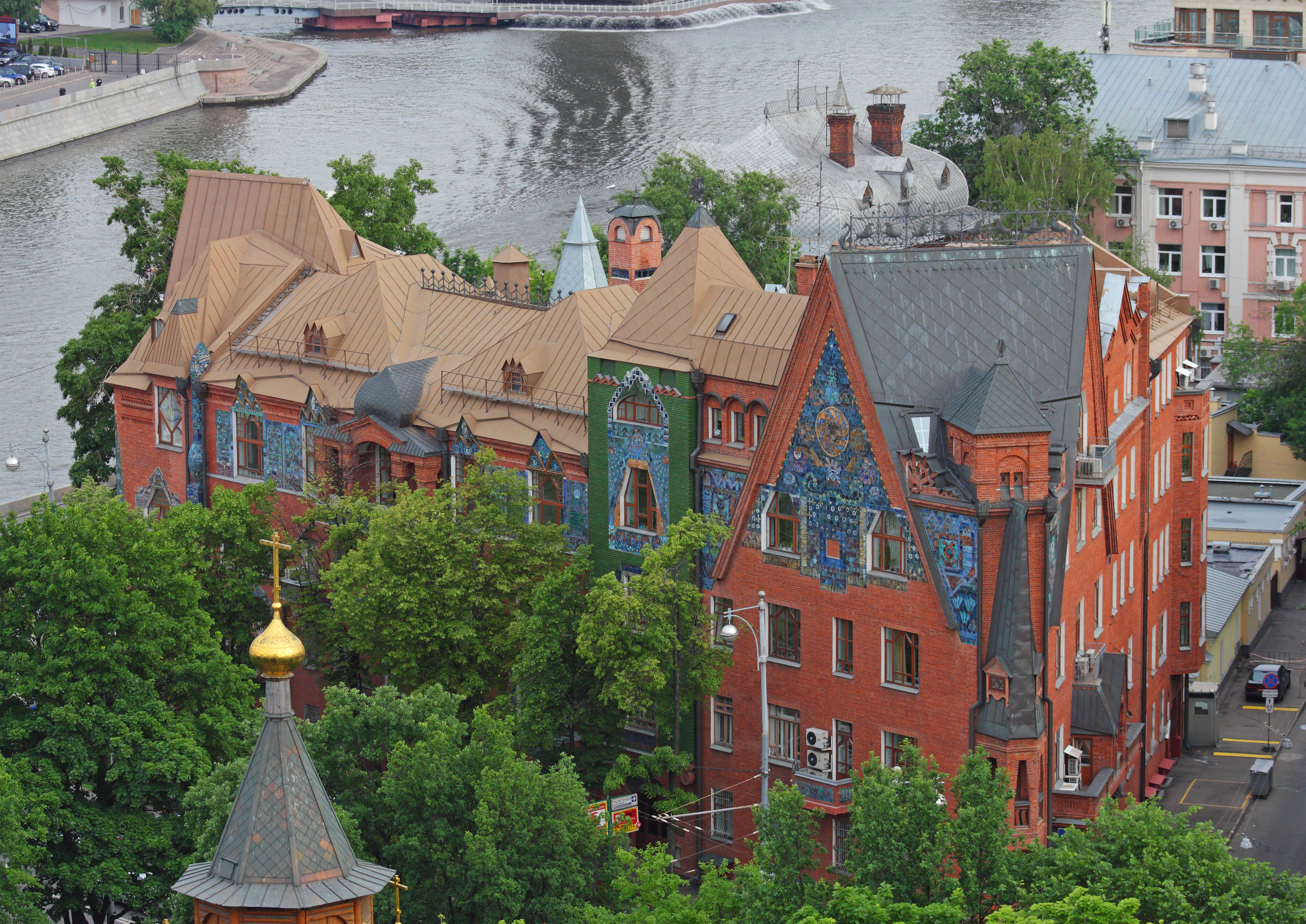
Perzowa-Gebäude, 1906–1910, Moskau (gestaltet von Maljutin gemeinsam mit N. K. Zhukov und B. N. Shnaubert)
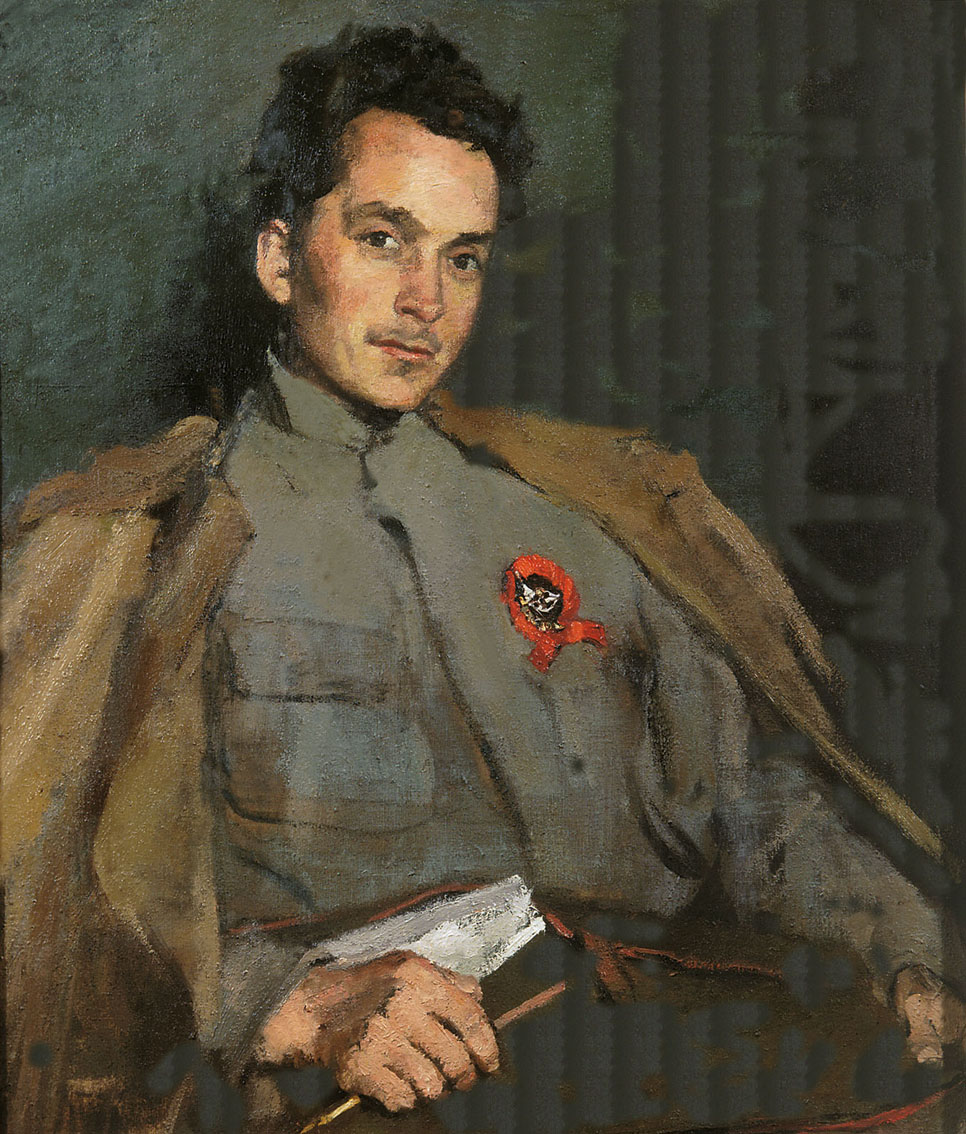
Ein Porträt von Dmitri Furmanow, 1922